# Vinland-Sagas

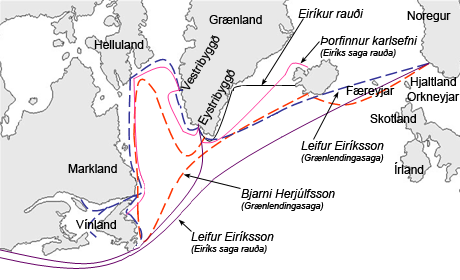
Mögliche Reiserouten nach Eiríks saga rauða und der Grænlendinga saga.

Als Vinland-Sagas werden zwei Isländersagas, die Grænlendinga saga (Die Saga von den Grönländern) und Eiríks saga rauða (Die Saga von Erik dem Roten) bezeichnet, die über die ersten Fahrten von Europäern nach Amerika um das Jahr 1000 berichten.
Die Saga von Erik dem Roten entstand vermutlich im 13. Jahrhundert, ist heute in zwei sich zum Teil erheblich unterscheidenden Versionen erhalten. Überliefert ist sie in der im 14. Jahrhundert entstandenen hauksbók und der ein Jahrhundert später niedergeschriebenen skálholtsbók. Die Handlung spielt Anfang des 11. Jahrhunderts auf Island und behandelt die Geschichte von Erik dem Roten und seiner direkten und indirekten Familie.
Auch die Entstehung der Saga von den Grönländern wird ins 13. Jahrhundert datiert. Allerdings ist sie nur in einer einzigen Handschrift erhalten und zwar in der im späten 14. Jahrhundert verfassten Flateyjarbók. Sie schildert die Reisen skandinavischer Siedler unter Leif Eriksson von Grönland in Regionen Nordamerikas, die sie Helluland, Markland und Vinland nannten.
Die Texte sind offen konzipiert, das heißt, sie konnten von Abschreibern verändert werden. Dies erklärt, warum beide Vinlandsagas einen ähnlichen Stoff behandeln, aber Unterschiede aufweisen, was Ausarbeitung und Schwerpunkte betrifft.
Die Sagas liefern die am vollständigsten erhaltenen Informationen über die Skandinavische Besiedlung Amerikas.
Die teils sich widersprechenden Texte wurden frühestens 200 Jahre nach den darin geschilderten Reisen verfasst.
Trotz der Widersprüche werden sie von Historikern als Grundlage des Wissensbestands über die kurzzeitigen skandinavischen Ansiedlungen in Nordamerika angesehen.
In den 1960er Jahren grub das norwegische Archäologen-Ehepaar Anne Stine und Helge Ingstad in L’Anse aux Meadows auf Neufundland eine skandinavische Siedlung aus und bewiesen damit, dass die in den Sagas beschriebenen Reisen tatsächlich stattgefunden haben.